# Gran Mezquita de Chauen
La Gran Mezquita de Chauen (en árabe: المسجد الأعظم, romanizado: masjid al-ʾaʿaẓam;  o الجامع الكبير al-jama ʿal-kabir o الجامع الأكبر al-jamaʿ al-ʾakbar) es la mezquita más antigua y la principal mezquita aljama de Chauen, Marruecos. Se encuentra en la céntrica Place Outa Hammam, cerca de la histórica casba de la ciudad.

## Historia

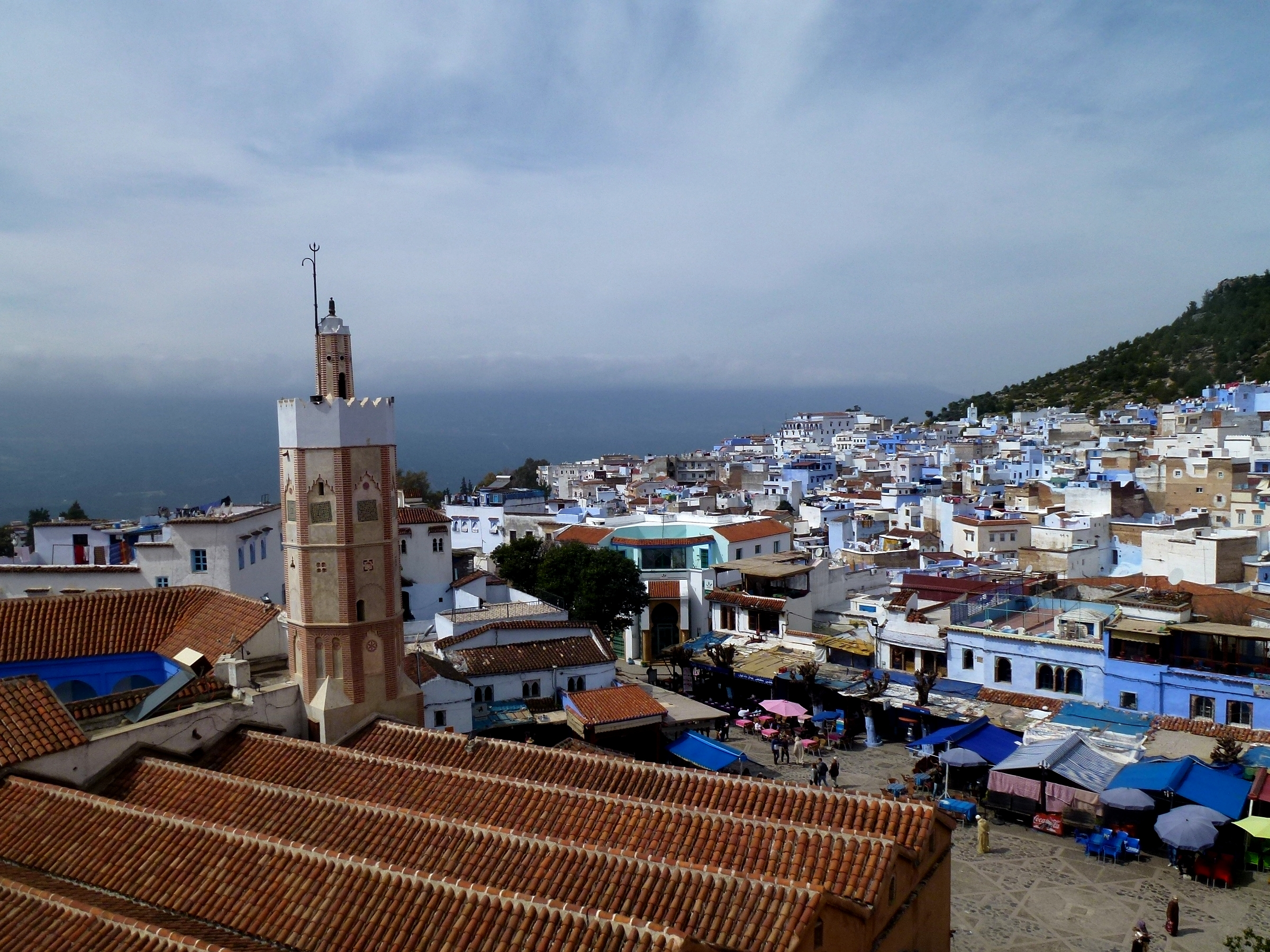
El minarete y el tejado de la mezquita, con vistas a la Place Outa Hammam.

La mezquita data del período más temprano de la ciudad después de su fundación por Ali ibn Rashid al-Alami, pero las fuentes varían (o se contradicen entre sí) al citar la fecha exacta de su fundación: algunas la datan en 1471 (la fecha de la fundación de la ciudad),   otras citan 1475-76 (880 AH),  y otras la datan en el siglo XVI,    bajo el hijo de Moulay 'Ali, Mohammed.  Se cree que su minarete data de finales del siglo XVII debido a su fuste octogonal y su similitud general con el estilo de los minaretes construidos bajo Ali ibn Abdallah Errifi (el gobernador de Tánger bajo el sultán Ismaíl), como los de la Mezquita de la Kasbah de Tánger o la Gran Mezquita de Arcila.
La mezquita también tiene una madraza que históricamente ofrecía lecciones de ciencias religiosas como el fiqh (jurisprudencia islámica), que se complementaba con dormitorios para estudiantes. Como principal mezquita aljama de la ciudad, también era el lugar donde los gobernantes o gobernadores locales de Chauen juraban su lealtad al Sultán de Marruecos y donde se leían públicamente los decretos de éste. La mezquita fue restaurada en el siglo xix y nuevamente en el siglo xx (cuando se construyó el portal actual de su entrada principal). Fue restaurada por última vez en 2006.

## Arquitectura
La mezquita ocupa una superficie de unos 130 metros cuadrados.  Consta de un patio (sahn), una sala de oración interior, un minarete, una fuente, una cámara de abluciones y una madraza. La sala de oración es el componente más grande y consiste en una sala hipóstila con ocho "naves" o pasillos divididos por filas de arcos de herradura que corren paralelos al muro suroeste de la alquibla. Cada nave tiene el ancho de seis arcos. El interior generalmente no está decorado, algo común en otras mezquitas de la ciudad. La sala está techada con tejas rojas, a diferencia de muchas mezquitas de Marruecos cuyos techos tienen tejas verdes.
Los únicos elementos decorados de la mezquita son la entrada exterior y el minarete. El minarete, que tiene un fuste octogonal, está decorado en tres niveles o registros, cada uno de ellos con arcos ciegos con perfiles redondos lisos, polilobulados o lambrequines. El nivel más alto también cuenta con paneles cuadrados rellenos de baldosas zellige. El color ocre rojo se utiliza para algunos detalles decorativos adicionales, mientras que la parte superior del minarete está encalada.